# Olympische Sommerspiele 1952/Fechten
Bei den Olympischen Sommerspielen 1952 in Helsinki fanden sieben Wettbewerbe im Fechten statt. Austragungsort war die Westend-Tennishalle (Westendin tennishalli) im Vorort Espoo.

## Bilanz

### Medaillenspiegel
| Platz | Land       | Gold | Silber | Bronze | Gesamt |
| ----- | ---------- | ---- | ------ | ------ | ------ |
| 1     | Italien    | 3    | 4      | 1      | 8      |
| 2     | Ungarn     | 2    | 2      | 2      | 6      |
| 3     | Frankreich | 2    | –      | 1      | 3      |
| 4     | Schweden   | –    | 1      | –      | 1      |
| 5     | Schweiz    | –    | –      | 2      | 2      |
| 6     | Dänemark   | –    | –      | 1      | 1      |

### Medaillengewinner
| Konkurrenz         | Gold | Silber | Bronze                                                                                                |
| ------------------ | --- | --- | --- |
| Degen Einzel       | Edoardo Mangiarotti                                                                                          | Dario Mangiarotti                                                                                          | Oswald Zappelli                                                                                       |
| Degen Mannschaft   | Roberto Battaglia, Franco Bertinetti, Giuseppe Delfino, Dario Mangiarotti, Edoardo Mangiarotti, Carlo Pavesi | Per Carleson, Sven Fahlman, Carl Forssell, Bengt Ljungquist, Lennart Magnusson, Berndt-Otto Rehbinder      | Paul Barth, Willy Fitting, Paul Meister, Otto Rüfenacht, Mario Valota, Oswald Zappelli                |
| Florett Einzel     | Christian d’Oriola                                                                                           | Edoardo Mangiarotti                                                                                        | Manlio Di Rosa                                                                                        |
| Florett Mannschaft | Jéhan Buhan, Christian d’Oriola, Jacques Lataste, Claude Netter, Jacques Noël, Adrien Rommel                 | Giancarlo Bergamini, Manlio Di Rosa, Edoardo Mangiarotti, Renzo Nostini, Giorgio Pellini, Antonio Spallino | Tibor Berczelly, Aladár Gerevich, Lajos Maszlay, Endre Palócz, József Sákovics, Endre Tilli           |
| Säbel Einzel       | Pál Kovács                                                                                                   | Aladár Gerevich                                                                                            | Tibor Berczelly                                                                                       |
| Säbel Mannschaft   | Tibor Berczelly, Aladár Gerevich, Rudolf Kárpáti, Pál Kovács, Bertalan Papp, László Rajcsányi                | Gastone Darè, Roberto Ferrari, Renzo Nostini, Giorgio Pellini, Vincenzo Pinton, Mauro Racca                | Jean Laroyenne, Jacques Lefèvre, Jean Levavasseur, Bernard Morel, Maurice Piot, Jean-François Tournon |

| Konkurrenz     | Gold         | Silber     | Bronze         |
| -------------- | ------------ | ---------- | -------------- |
| Florett Einzel | Irene Camber | Ilona Elek | Karen Lachmann |

## Ergebnisse Männer

### Degen Einzel
| Platz | Land | Sportler            | Siege |
| ----- | ---- | ------------------- | ----- |
| 1     | ITA  | Edoardo Mangiarotti | 7:2   |
| 2     | ITA  | Dario Mangiarotti   | 6:3   |
| 3     | SUI  | Oswald Zappelli     | 6:3   |
| 4     | LUX  | Léon Buck           | 6:3   |
| 5     | HUN  | József Sákovics     | 5:4   |
| 6     | ITA  | Carlo Pavesi        | 4:5   |
| 7     | SWE  | Per Carleson        | 3:6   |
| 8     | SWE  | Carl Forssell       | 3:6   |
| 9     | FIN  | Erkki Kerttula      | 2:7   |
| 10    | DEN  | Mogens Lüchow       | 2:7   |

Datum: 27. bis 28. Juli 1952 

76 Teilnehmer aus 29 Ländern

### Degen Mannschaft
| Platz | Land | Sportler |
| ----- | ---- | --- |
| 1     | ITA  | Roberto Battaglia, Franco Bertinetti, Giuseppe Delfino, Dario Mangiarotti, Edoardo Mangiarotti, Carlo Pavesi |
| 2     | SWE  | Per Carleson, Sven Fahlman, Carl Forssell, Bengt Ljungquist, Lennart Magnusson, Berndt-Otto Rehbinder        |
| 3     | SUI  | Paul Barth, Willy Fitting, Paul Meister, Otto Rüfenacht, Mario Valota, Oswald Zappelli                       |
| 4     | LUX  | Paul Anen, Léon Buck, Émile Gretsch, Jean-Fernand Leischen                                                   |
| 5     | HUN  | Lajos Balthazár, Barnabás Berzsenyi, Imre Hennyei, Béla Rerrich, József Sákovics                             |
| 6     | DEN  | Raimondo Carnera, René Dybkær, Mogens Lüchow, Erik Swane Lund, Jakob Lyng, Ib Nielsen                        |

Datum: 25. bis 26. Juli 1952 

98 Teilnehmer aus 19 Ländern

### Florett Einzel
| Platz | Land | Sportler            | Siege |
| ----- | ---- | ------------------- | ----- |
| 1     | FRA  | Christian d’Oriola  | 8:0   |
| 2     | ITA  | Edoardo Mangiarotti | 6:2   |
| 3     | ITA  | Manlio Di Rosa      | 5:3   |
| 4     | FRA  | Jacques Lataste     | 4:4   |
| 5     | FRA  | Jéhan Buhan         | 4:4   |
| 6     | EGY  | Mahmoud Younes      | 4:4   |
| 7     | EGY  | Salah Dessouki      | 2:6   |
| 8     | ITA  | Giancarlo Bergamini | 2:6   |
| 9     | HUN  | Endre Tilli         | 1:7   |

Datum: 23. bis 24. Juli 1952 

61 Teilnehmer aus 25 Ländern

### Florett Mannschaft
| Platz | Land | Sportler |
| ----- | ---- | --- |
| 1     | FRA  | Jéhan Buhan, Christian d’Oriola, Jacques Lataste, Claude Netter, Jacques Noël, Adrien Rommel                |
| 2     | ITA  | Giancarlo Bergamini, Manlio Di Rosa, Edoardo Mangiarotti, Renzo Nostini, Giorgio Pellini, Antonio Spallino  |
| 3     | HUN  | Tibor Berczelly, Aladár Gerevich, Lajos Maszlay, Endre Palócz, József Sákovics, Endre Tilli                 |
| 4     | EGY  | Salah Dessouki, Osman Abdel Hafeez, Mohamed Ali Riad, Hassan Hosni Tawfik, Mahmoud Younes, Mohamed Zulficar |
| 5     | ARG  | Félix Galimi, Fulvio Galimi, Santiago Massini, José Rodríguez, Eduardo Sastre                               |
| 6     | BEL  | Gustave Balister, Alex Bourgeois, Paul Valcke, Pierre Van Houdt, André Verhalle, Édouard Yves               |

Datum: 21. bis 22. Juli 1952 

77 Teilnehmer aus 15 Ländern

### Säbel Einzel
| Platz | Land | Sportler         | Siege |
| ----- | ---- | ---------------- | ----- |
| 1     | HUN  | Pál Kovács       | 8:0   |
| 2     | HUN  | Aladár Gerevich  | 7:1   |
| 3     | HUN  | Tibor Berczelly  | 5:3   |
| 4     | ITA  | Gastone Darè     | 5:3   |
| 5     | AUT  | Werner Plattner  | 4:4   |
| 6     | FRA  | Jacques Lefèvre  | 3:5   |
| 7     | ITA  | Vincenzo Pinton  | 2:6   |
| 8     | AUT  | Heinz Lechner    | 2:6   |
| 9     | BEL  | Gustave Balister | 0:8   |

Datum: 31. Juli bis 1. August 1952 

66 Teilnehmer aus 26 Ländern

### Säbel Mannschaft
| Platz | Land | Sportler |
| ----- | ---- | --- |
| 1     | HUN  | Tibor Berczelly, Aladár Gerevich, Rudolf Kárpáti, Pál Kovács, Bertalan Papp, László Rajcsányi                  |
| 2     | ITA  | Gastone Darè, Roberto Ferrari, Renzo Nostini, Giorgio Pellini, Vincenzo Pinton, Mauro Racca                    |
| 3     | FRA  | Jean Laroyenne, Jacques Lefèvre, Jean Levavasseur, Bernard Morel, Maurice Piot, Jean-François Tournon          |
| 4     | USA  | Norman Cohn-Armitage, José de Capriles, Allan Kwartler, Tibor Nyilas, Alex Treves, George Worth                |
| 5     | AUT  | Hubert Loisel, Heinz Lechner, Paul Kerb, Werner Plattner, Heinz Putzl                                          |
| 6     | GBR  | Bob Anderson, William Beatley, Olgierd Porebski, Roger Tredgold, Luke Wendon                                   |
| 7     | POL  | Zygmunt Pawlas, Jerzy Pawłowski, Leszek Suski, Jerzy Twardokens, Wojciech Zabłocki                             |
| 8     | BEL  | Gustave Balister, Robert Bayot, Georges de Bourguignon, François Heywaert, Marcel Van Der Auwera, Édouard Yves |

Datum: 29. bis 30. Juli 1952 

85 Teilnehmer aus 19 Ländern

## Ergebnisse Frauen

### Florett Einzel
| Platz | Land | Sportlerin         | Siege |
| ----- | ---- | ------------------ | ----- |
| 1     | ITA  | Irene Camber       | 5:2   |
| 2     | HUN  | Ilona Elek         | 5:2   |
| 3     | DEN  | Karen Lachmann     | 4:3   |
| 4     | USA  | Janice York        | 4:3   |
| 5     | USA  | Maxine Mitchell    | 4:3   |
| 6     | FRA  | Renée Garilhe      | 4:3   |
| 7     | FRA  | Lylian Guyonneau   | 1:6   |
| 8     | HUN  | Magda Nyári-Kovács | 1:6   |

Datum: 26. bis 27. Juli 1952 

37 Teilnehmerinnen aus 15 Ländern